# دنی تورتلرو
دنی تورتلرو (انگلیسی: Dani Tortolero؛ زادهٔ ۶ سپتامبر ۱۹۸۱) بازیکن فوتبال اهل اسپانیا است.
از باشگاه‌هایی که در آن بازی کرده‌است می‌توان به باشگاه فوتبال هرکولس، باشگاه فوتبال بارسلونا سی، باشگاه فوتبال ژیرونا، باشگاه خیمناستیک تاراگونا، باشگاه فوتبال الچه، باشگاه فوتبال سابادل، باشگاه فوتبال بارسلونا بی، باشگاه فوتبال بارسلونا، و باشگاه فوتبال راپید بخارست اشاره کرد.
وی همچنین در تیم‌های ملی فوتبال زیر ۱۶ سال اسپانیا، زیر ۱۷ سال اسپانیا، زیر ۱۸ سال اسپانیا، زیر ۲۰ سال اسپانیا، و زیر ۲۱ سال اسپانیا بازی کرده‌است.